# Arne Lindström
Per Arne Lindström, född 9 juni 1923 i Örnsköldsvik, död 7 april 2003 i Vännäs församling, Västerbottens län, var en svensk kommunalingenjör.
Lindström avlade lantmäteriteknisk examen 1940 och ingenjörsexamen vid Katrineholms tekniska skola 1943. Han var lantmäteritekniker vid lantmäteristaten 1943–1958, stadsplaneingenjör och byggnadskonsulent på Västerbottenskommunernas arkitekt- och byggnadskontor (VAB) 1958–1959 och chef för Vännäs köpings byggnadskontor från 1959. Han var expert i 1956 års lantmäterikommitté, ordförande i Lantmäteriteknikernas riksförening 1954–1958 och kontaktman för Sveriges Radio från 1964. Han var ordförande i Vännäs skolförbund och Umebygdens vägnämnd.